# Malužiná
Malužiná (in ungherese Maluzsina) è un comune della Slovacchia facente parte del distretto di Liptovský Mikuláš, nella regione di Žilina.